# Серпуховский уезд
Серпухо́вский уе́зд — административная единица в составе Московской губернии, существовавшая до 1929 года. Центр — город Серпухов.

## География
Уезд граничил с Калужской и Тульской губерниями, а также с Коломенским и Подольским уездами Московской губернии и занимал около 2,6 тыс. кв. км. Поверхность уезда волнистая, особенно вблизи берегов рек. Почва большей частью иловатая и песчано-глинистая, удобная для хлебопашества; песчаная почва преобладает в южных частях уезда. Луга расположены главным образом на юге; особенно хороши поймы по Оке. Леса занимали около половины всей площади уезда, состояли из смешанных пород (берёза, сосна, дуб и др.) Весь уезд принадлежал системе реки Оки, которая текла по южной границе, отделяя его от Тульской губернии. Из притоков Оки Нара и Лопасня пересекали уезд, Протва только нижним своим течением касалась юго-западной границы его, Каширка текла на востоке уезда. Озера встречались только на юге, среди пойм, по берегам Оки.

## Население
- 1897 год — 112,0 тыс. чел.[1]
- 1926 год — 143,9 тыс. чел.[2]

## История
Серпуховской уезд известен со средних веков. Юридически был оформлен во время административной реформы Екатерины II в 1781 году. 14 января 1929 года Московская губерния была упразднена и Серпуховский уезд вошёл в состав Центрально-Промышленной области. 12 июля 1929 года был упразднён, а на его территории был образован Серпуховский район.

## Административное деление
В 1917 году в уезд входили волости: Алексеевская, Бавыкинская, Белопесоцкая, Бадеевская, Васильевская, Вельяминовская, Высоцкая, Киясовская, Липитинская, Пущинская, Семёновская, Стремиловская, Туровская, Хатунская.
В 1918 году волостей стало 10: Алексеевская, Бавыкинская, Жилёвская, Лопаснинская, Михневская, Пригородная, Семёновская, Стремиловская, Туровская, Хатунская. В 1924 году Бавыкинская волость была присоединена к Лопаснинской, а Алексеевская волость разделена между Лопаснинской, Пригородной и Стремиловской. Жилёвская волость была передана в Каширский уезд, а из Каширского в Серпуховской передана Липецкая волость.

## Уездные предводители дворянства
| Время службы | Имя                                | Титул, чин, звание      |
| ------------ | ---------------------------------- | ----------------------- |
| 1782—1785    | Нащокин Пётр Фёдорович             | надворный советник      |
| 1785—1788    | Дубенский Сергей Алексеевич        | майор                   |
| 1788—1791    | Колтовской Фёдор Дмитриевич        | артиллерии капитан      |
| 1791—1794    | Васильчиков Василий Николаевич     | бригадир                |
| 1794—1798    | Тимашев Алексей Иванович           | контр-адмирал           |
| 1798—1799    | Новиков Александр Борисович        | коллежский советник     |
| 1799—1807    | Карачаров Пётр Алексеевич          | капитан                 |
| 1807—1810    | Свербеев Николай Яковлевич         | статский советник       |
| 1810—1814    | Щербатов Дмитрий Михайлович        | князь, полковник        |
| 1814—1820    | Васильчиков Кирилл Васильевич      | гвардии полковник       |
| 1820—1823    | Вяземский Сергей Сергеевич         | князь, генерал-майор    |
| 1823—1826    | Еропкин Михаил Николаевич          | коллежский советник     |
| 1826—1832    | Нащокин Александр Петрович         | тайный советник         |
| 1832—1838    | Васильчиков Николай Иванович       | генерал-майор           |
| 1838—1844    | Боборыкин Андрей Александрович     | флота капитан-лейтенант |
| 1844—1847    | Васильчиков Николай Иванович       | генерал-майор           |
| 1847—1853    | Шаховской Дмитрий Фёдорович        | князь, поручик          |
| 1853—1856    | Пафнутьев Иван Михайлович          | подполковник            |
| 1856—1862    | Сорохтин Иван Иванович             | артиллерии подпоручик   |
| 1862—1867    | Шаховской Дмитрий Фёдорович        | князь, поручик          |
| 1867—1872    | Майлевский Михаил Александрович    | гвардии полковник       |
| 1872—1873    | Семёнов Фёдор Алексеевич           | гвардии полковник       |
| 1873—1875    | Тарновский Константин Августинович | надворный советник      |
| 1875—1878    | Чельцов Егор Васильевич            | статский советник       |
| 1878—1908    | Рюмин Пётр Михайлович              | коллежский советник     |
| 1908—1917    | Янов Платон Алексеевич             | статский советник       |

## Карты
| Сборный лист военно топографической карты Московской губернии 1860 г. Масштаб: 2 версты в дюйме (1 см-840м). | Сборный лист военно топографической карты Московской губернии 1860 г. Масштаб: 2 версты в дюйме (1 см-840м). | Сборный лист военно топографической карты Московской губернии 1860 г. Масштаб: 2 версты в дюйме (1 см-840м). | Сборный лист военно топографической карты Московской губернии 1860 г. Масштаб: 2 версты в дюйме (1 см-840м). | Сборный лист военно топографической карты Московской губернии 1860 г. Масштаб: 2 версты в дюйме (1 см-840м). | Сборный лист военно топографической карты Московской губернии 1860 г. Масштаб: 2 версты в дюйме (1 см-840м). | Сборный лист военно топографической карты Московской губернии 1860 г. Масштаб: 2 версты в дюйме (1 см-840м). | Сборный лист военно топографической карты Московской губернии 1860 г. Масштаб: 2 версты в дюйме (1 см-840м). | Сборный лист военно топографической карты Московской губернии 1860 г. Масштаб: 2 версты в дюйме (1 см-840м). | Сборный лист военно топографической карты Московской губернии 1860 г. Масштаб: 2 версты в дюйме (1 см-840м). | Сборный лист военно топографической карты Московской губернии 1860 г. Масштаб: 2 версты в дюйме (1 см-840м). | Сборный лист военно топографической карты Московской губернии 1860 г. Масштаб: 2 версты в дюйме (1 см-840м). | Сборный лист военно топографической карты Московской губернии 1860 г. Масштаб: 2 версты в дюйме (1 см-840м). |
| --- | --- | --- | --- | --- | --- | --- | --- | --- | --- | --- | --- | --- |
| (При нажатии на необходимый лист будет осуществлён переход на соответствующую карту.)                        | | | | | | | | | | | | |